# Pentaschistis aristidoides
Pentaschistis aristidoides là một loài thực vật có hoa trong họ Hòa thảo. Loài này được (Thunb.) Stapf mô tả khoa học đầu tiên năm 1899.